# Hôtel de ville de Brouckerque

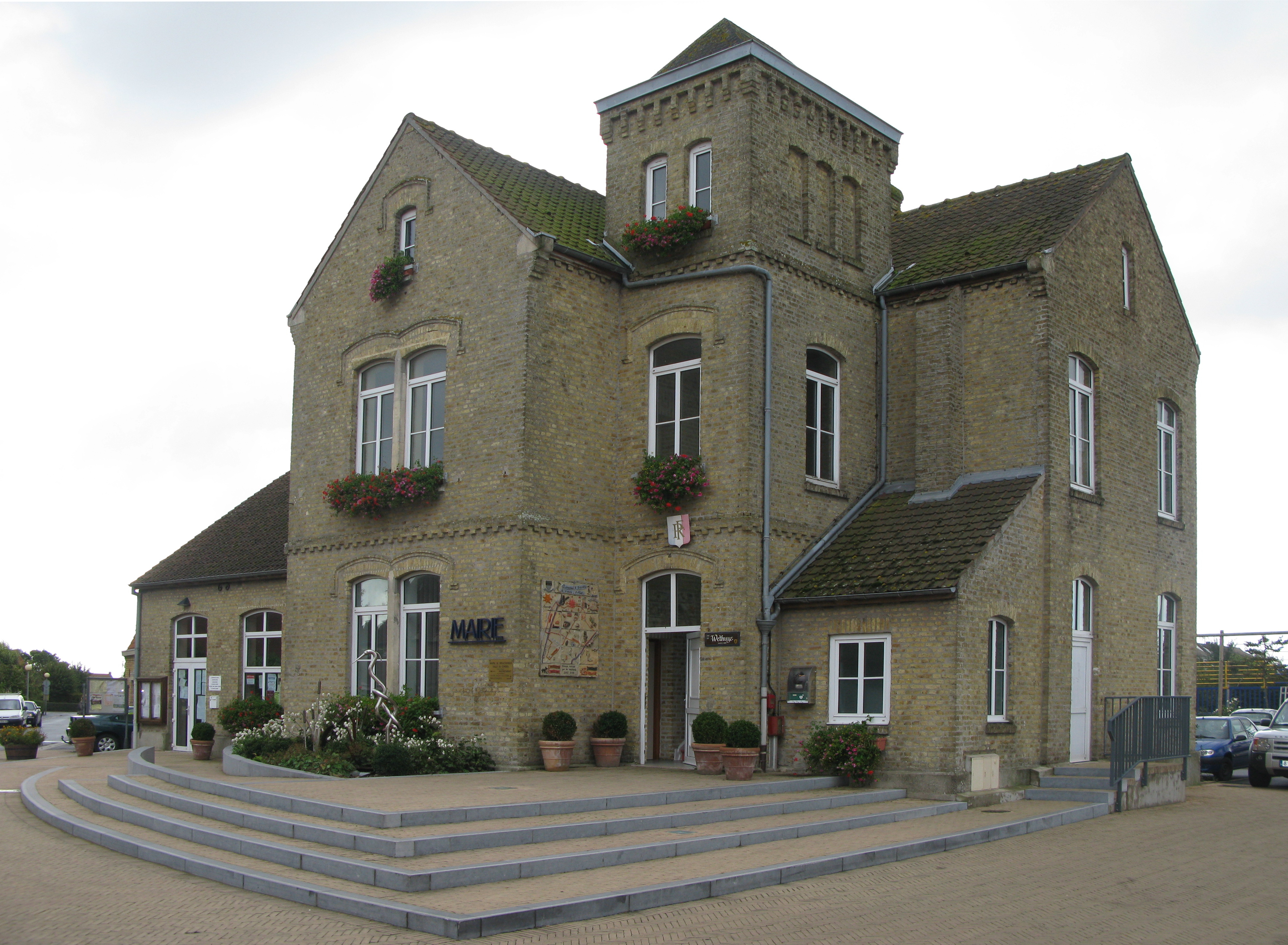
Le Wethuys.

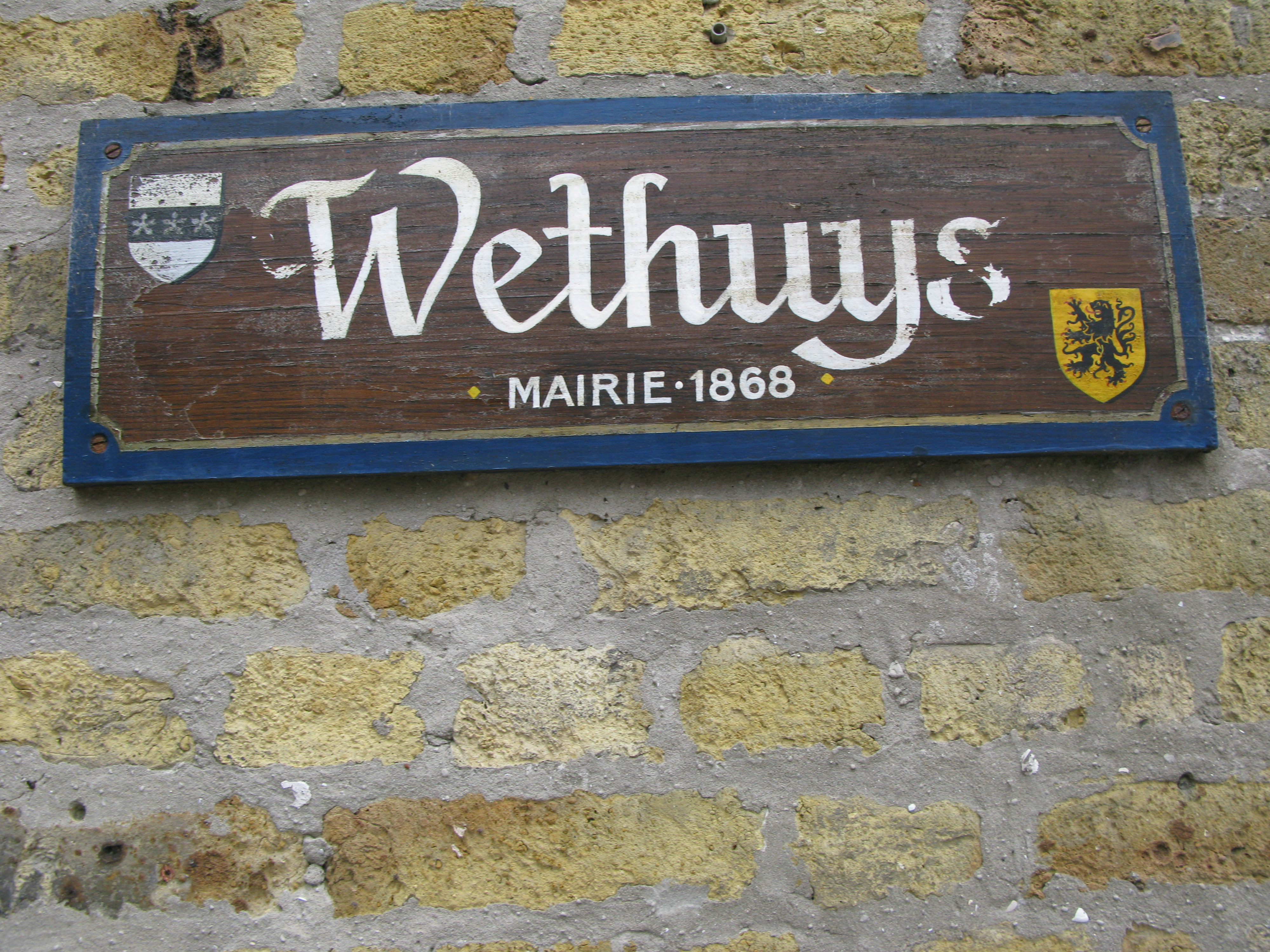
Plaque apposée sur la mairie.

L'hôtel de ville de Brouckerque (autrefois appelé Wethuys, « maison de la loi ») est un des principaux monuments du village de Brouckerque, dans le Nord.

## Histoire
L'hôtel de ville est construit en 1868 grâce à une donation de 15 000 francs de M. et Mme Vandewalle Debuyser, riches Dunkerquois qui possédaient un château à Brouckerque.
Le bâtiment est inauguré le 1er octobre 1868 en présence du sous-préfet de Dunkerque, de l'inspecteur primaire, de M. Dewitte, architecte et des donateurs. En plus de la mairie, le bâtiment accueille l'école des garçons et une bibliothèque à l'étage. En 1902, un préau fut construit pour l'école des garçons. 
En 1942, les Allemands enlèvent la toiture de la tour de la mairie pour y installer une guérite d'observation entièrement vitrée munie de glaces coulissantes. Le toit sera reconstruit après la guerre, mais sans les flèches d'origines.
Le 19 décembre 1992, la mairie rénovée est inaugurée.

## Architecture
L'architecte de la mairie est François Napoléon Develle (1805 à Dijon - 1878), qui était l'architecte de la ville de Dunkerque. Il est notamment connu pour avoir été l'architecte du Palais de justice, de l'église Saint-Martin et de nombreux travaux à Dunkerque et dans les communes alentour.
Le petit toit de la tour de la mairie était surmonté de flèches ornementées de bulbes jusque 1942.